# قایق نجات کلاس ارن
لایف‌بوت کلاس ارن (به انگلیسی: Arun-class lifeboat) یک کلاس از کشتی است.